# Savannah (film, 1988)
Pour les articles homonymes, voir Savannah.
Pour plus de détails, voir Fiche technique et Distribution.
Savannah est un film français réalisé par Marco Pico, sorti en 1988.

## Fiche technique
- Titre français : Savannah
- Réalisation : Marco Pico
- Scénario : Marco Pico d'après le livre Savannah Smiles de Mark Miller
- Photographie : François Lartigue
- Musique : Ken Harrison et Jean-Claude Petit
- Pays d'origine :  France
- Date de sortie : 1988

## Distribution
- Jacques Higelin : Colin
- Daniel Martin : Mailland
- Élodie Gautier : Savannah
- Sylvie Granotier : Genevieve
- René Féret : Fabien
- Marcel Bozzuffi : Caplan
- Benoît Régent : Le pompiste
- Dominique Blanc : Jeanne
- Michel Didym : Perret
- Jean-Marie Galey : Le conseiller
- Jean-Pierre Kohut-Svelko : Le commissaire
- Jacques Nolot : L'agent
- Romain Weingarten : Le forain